# Metaphycus rukavishnikovi
Metaphycus rukavishnikovi är en stekelart som beskrevs av Trjapitzin 1972. Metaphycus rukavishnikovi ingår i släktet Metaphycus och familjen sköldlussteklar.
Artens utbredningsområde är Mongoliet. Inga underarter finns listade i Catalogue of Life.